# Ovče Pole
L'Ovče Pole (en macédonien Овче Поле) est une des plus grandes vallées de la Macédoine du Nord. Elle se trouve sur le cours inférieur de la Bregalnica, un affluent du Vardar, et s'étend au pied de divers massifs montagneux comme l'Osogovo. L'Ovče Pole correspond principalement au territoire de la municipalité de Sveti Nikole, mais il déborde également sur Štip, Probištip et Češinovo-Obleševo. Son nom signifie « champ des moutons » en macédonien.
L'Ovče Pole est un des endroits les plus secs d'Europe et il connaît un climat continental prononcé. Les étés sont chauds et secs, et les hivers sont froids. Des vents de toutes les directions soufflent toute l'année. La vallée se trouve entre 200 et 400 mètres d'altitude.
L'endroit fut en 1915 le théâtre d'une grande bataille qui a opposé la Serbie à la Bulgarie.